# Westacher (Adelsgeschlecht)

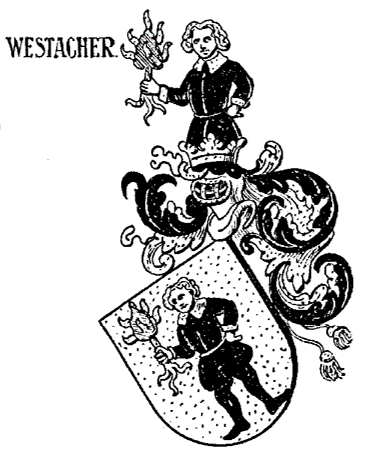
Stammwappen der Westacher in Siebmachers Wappenbuch

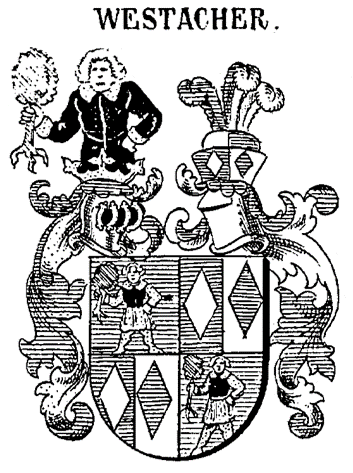
Vermehrtes Wappen der Westacher in Siebmachers Wappenbuch

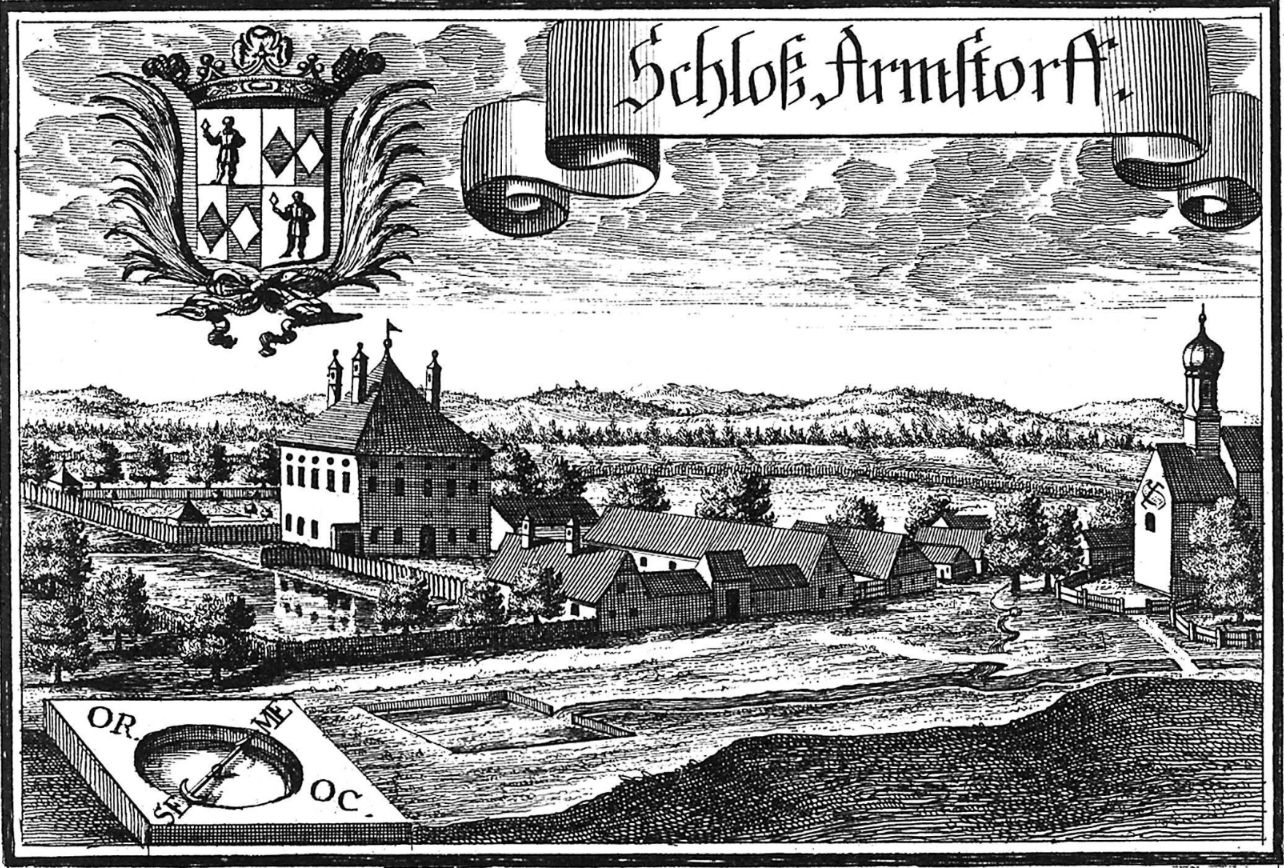
Michael Wening: Schloss Armstorf (mit dem gemehrten Wappen der Westacher links oben)

Die Westacher (zuletzt Freiherren von Westach genannt) waren ein bayerisches Adelsgeschlecht, das ursprünglich aus Westach bei Dorfen stammte. Sie starben mit Johann Ferdinand von Westach im Jahr 1722 im Mannesstamm aus.

## Geschichte
Das im Spätmittelalter und in der frühen Neuzeit im Isengau reich begüterte Adelsgeschlecht der Westacher hatte seinen Stammsitz in Westach bei Dorfen. Westach wurde 1284 erstmals urkundlich erwähnt.
Seit mindestens 1434 waren die Westacher auch Herren von Armstorf, das bis 1560 Teil der Grafschaft Haag war. Die Westacher waren hier als Hofmarkspfleger und Pflegrichter für die Grafen von Haag tätig. Weiterer Besitz war in Langenpreising, Lindum, Mitterhofen (Niederhof, Gde. Walpertskirchen), Moosen, Rosenberg und Weeg (Weg). Bei Weeg handelt es sich nicht um den Sitz Weg bei Lengdorf, sondern um den Sitz Weeg in der Gemarkung Grüntegernbach bei Dorfen. Das ist eine in der Literatur häufig kolportierte Verwechslung.
Aus der Familie Westacher sind weitere Pfleger und Richter hervorgegangen:
- Jakob Westacher, Klosterrichter zu Ebersberg 1518 bis 1520, Landrichter zu Dorfen 1524 und zu Erding 1530 bis 1539
- Alexi Westacher zu Moosen, Weg und Armstorf, Landrichter zu Dorfen 1524 bis 1536
- Ambros Westacher zu Rosenberg, Stadtrichter zu Burghausen 1532
- Hans (Franz) Georg Westacher zu Moosen, Weeg und Mitterhofen, Landrichter zu Dorfen 1554 bis 1561 und zu Erding 1561 bis 1600
- Hanns Joachim Westacher zu Armstorf, Landrichter zu Eggenfelden 1624
- Johann Ferdinand von Westach auf Moosen, Zeilhofen, Weg und Armstorf, Landrichter zu Dorfen 1696 bis 1722.

Westach kam 1561 durch Verkauf an die freisingisch-burgrainer Herrschaftsverwaltung. Hauptsitze der Westacher waren nun Armstorf und das Mitte des 16. Jahrhunderts erworbene Moosen. Die Westacher auf Moosen, Zeilhofen, Weg und Armstorf starben mit dem Landrichter zu Dorfen, Johann Ferdinand Freiherr von Westach im Jahr 1722 im Mannesstamm aus. Er war mit Katharina Therese, Baronesse von Vilsheim, verheiratet. Von acht Kindern erreichten  nur zwei Töchter die Volljährigkeit. Die Erbtochter Maria Josepha heiratete 1722 den Freiherren Joseph Dichtl von und zu Tutzing, der Amtsnachfolger des verstorbenen Schwiegervaters als Landrichter wurde. Er verkaufte Armstorf und Moosen um 1725 an die Freiherren von Morawitzky. Die andere Tochter des letzten Westachers war Katharina Maria von Westach, die mit einem Laffert verheiratet war.

## Wappen
Blasonierung: Das Stammwappen der Westacher zeigt in Blau einen schwarz gekleideten Mann, einen grünen Baum haltend.

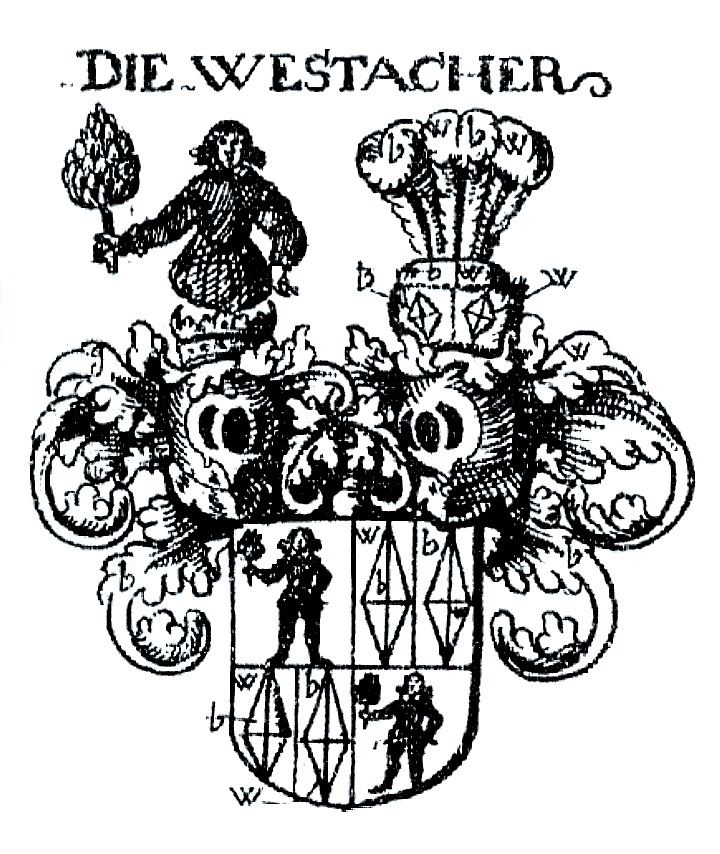
Wappen der Westacher, vereinigt mit dem der ausgestorbenen Höllgruber mit den Wecken

Das in der ersten Hälfte des 17. Jahrhunderts gemehrte Wappen der Westacher ist ein geviertes (quadriertes) Wappen. Es zeigt im 1. und 4. Feld das Stammwappen, im 2. und 3. Feld gespalten je zwei Wecken verwechselter Tinktur.

Wappen des Ortsteils Westach in Isen (entspricht dem Stammwappen der Westacher)

Die Wappen der inzwischen eingemeindeten Gemeinden Westach (nach Isen) und Hausmehring (nach Dorfen) nahmen Bezug auf das Stammwappen der Westacher.